# NGC 4664
NGC 4664 = NGC 4624 = NGC 4665, ist eine 10,3 mag helle, Linsenförmige Galaxie vom Hubble-Typ SB0/a im Sternbild Jungfrau auf der Ekliptik. Sie ist schätzungsweise 38 Millionen Lichtjahre von der Milchstraße entfernt und hat einen Durchmesser von etwa 35.000 Lichtjahren.
Im selben Himmelsareal befindet sich u. a. die Galaxie NGC 4636.
Wilhelm Herschel hat sie mit einem 18,7-Zoll-Spiegelteleskop zweimal „entdeckt“; in seinen Aufzeichnungen findet sie sich erstmals am 23. Februar 1784, er beschrieb sie als „pretty bright, contains two stars in the middle“. Diese Beobachtung wird als NGC 4664 geführt. Am 30. April 1786 notierte er für die gleiche Position „cB, pL, iR, gmbM“, was zum Eintrag als NGC 4665 führte.
John Herschel wiederholte diese Beobachtungen im Frühjahr 1828. Für Wilhelm Herschels erste Position notierte er zwar „RA ill-observed“, markierte diese Beobachtung aber nicht als zweifelhaft. Eine zweite Beobachtung notierte er als „B, pL“, eine nachfolgend dritte Beobachtung aber als „B, E“, die als NGC 4624 geführt wird.